# Pietro Torrigiano
Pietro Torrigiano, o Piero o Torrigiani (Firenze, 22 novembre 1472 – Siviglia, agosto 1528), è stato uno scultore e medaglista italiano.

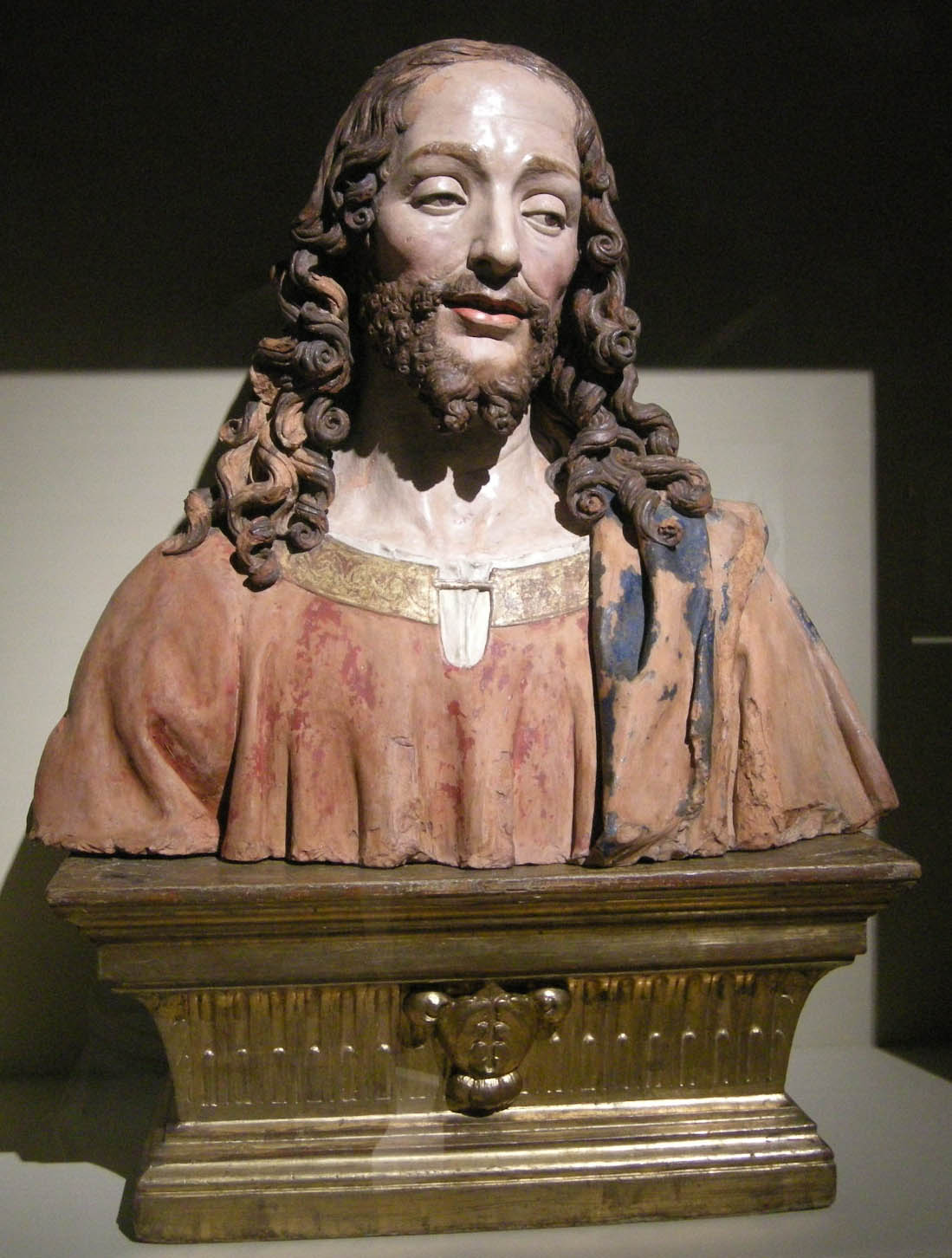
Redentore, 1500-1510 circa, dalla sagrestia di Santa Trinita (Firenze)

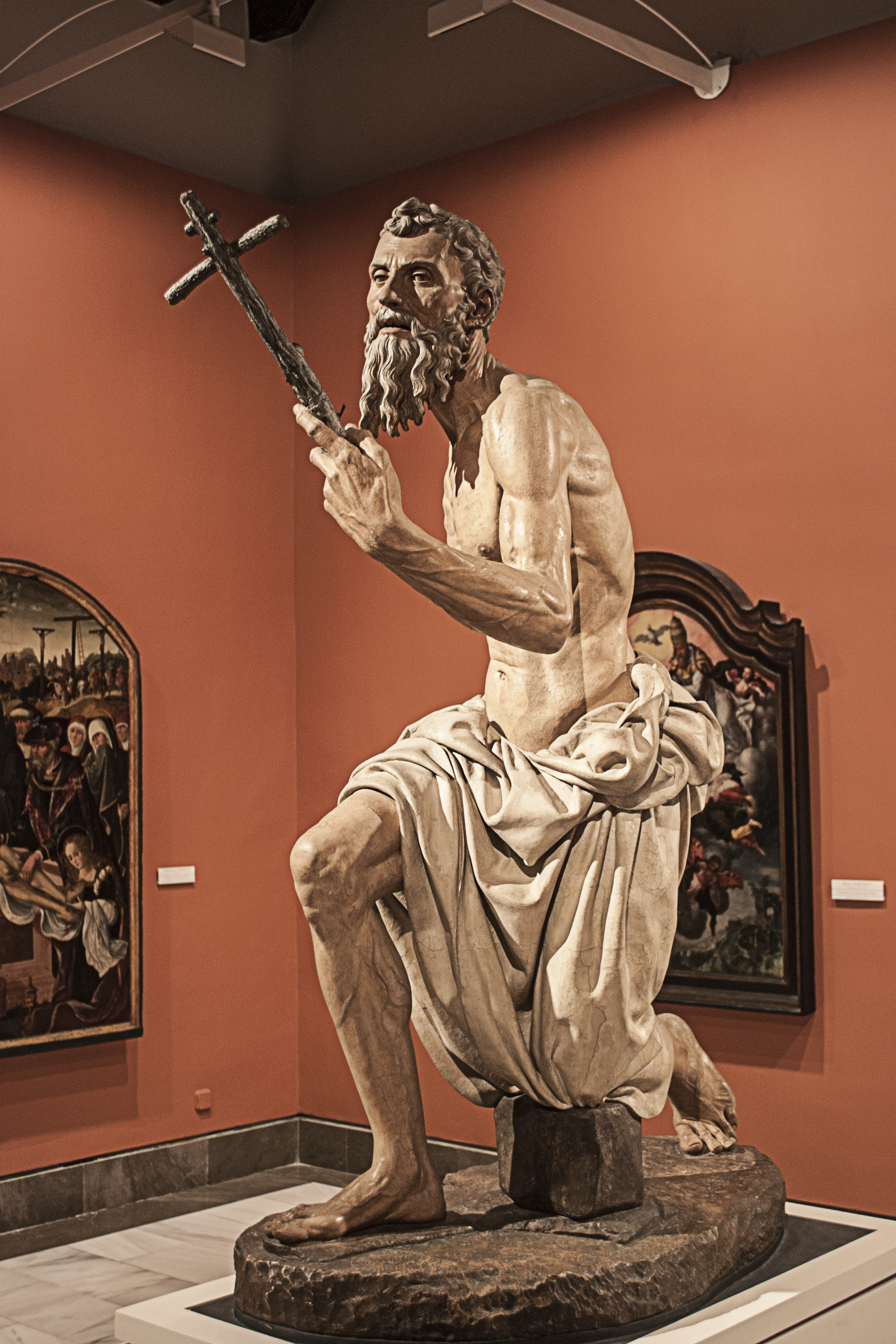
San Girolamo penitente, Museo di Belle Arti di Siviglia

Fu scultore della Scuola fiorentina. Noto per la sua ambizione e la sua avvenenza, è ricordato soprattutto per la rivalità con il coetaneo Michelangelo.

## Biografia

### Formazione
Nacque a Firenze, si formò alla scuola di Bertoldo di Giovanni, frequentò assiduamente la corte di Lorenzo il Magnifico.
Il Vasari nelle sue Vite racconta che un giorno mentre Torrigiano si esercitava a copiare antiche statue, Michelangelo provò ad emularlo e in pochissimi giorni scolpì una bellissima testa di fauno, la sua bravura lo fece divenire subito il prediletto di Lorenzo il Magnifico. Torrigiano, vedendosi messo da parte, si ingelosì a tal punto che, poco tempo dopo, mentre si trovavano assieme a copiare gli affreschi di Masaccio nella cappella Brancacci della chiesa di Santa Maria del Carmine, ad una critica sprezzante che Michelangelo gli faceva, rispose sferrandogli un pugno al naso che glielo deformò per sempre, tanto che nei ritratti di Michelangelo si nota questa deformità. Per questo pugno, Lorenzo de Medici lo esiliò da Firenze.

### Primi viaggi
Successivamente Torrigiano andò a Roma dove collaborò con il Pinturicchio a realizzare gli stucchi per decorare la nuova residenza pontificia fatta costruire da papa Nicolò V, decorò anche la torre Borgia su incarico di papa Alessandro VI del quale realizzò anche un busto in marmo. 
Per un breve periodo fece il soldato di ventura, durante le guerre fra gli stati italiani, lavorando anche come scultore a Siena, dove scolpì un San Francesco d'Assisi per l'altare della cappella Piccolomini, costruito nel 1485 da Andrea Bregno, poi lavorò anche a Roma nella chiesa di San Giacomo degli Spagnoli, dove realizzò una pregevole cantoria in marmi policromi, essa si trova nella terza campata a destra dell'altare.
Fra il 1509 e il 1510 operò ad Anversa per Margherita d'Austria.

### A Londra
Nel 1510 viene chiamato in Inghilterra da Enrico VIII per lavorare nell'Abbazia di Westminster al monumento funebre dei genitori del monarca, Enrico VII ed Elisabetta di York, che fu completato nel 1517 e che ancora esiste nella Lady Chapel. Dopo fu commissionato a Torrigiano anche un altare con paliotto e baldacchino per il lato ovest della stessa cappella. L'altare aveva la mensa e quattro pilastri in marmo, sotto la mensa, una terracotta dipinta che rappresentava il Cristo morto. Il paliotto era costituito da un altorilievo con la Resurrezione e il baldacchino era in marmo con fregi in bronzo. Quest'altare venne distrutto dai Puritani, durante le guerre di religione, nel XVII secolo. Oggi di esso rimangono due pilastri in marmo, alcune parti del Cristo e di angeli e qualche fregio in bronzo del baldacchino.
Nel 1511 scolpì anche la tomba di Margaret Beaufort contessa di Richmond, madre di Enrico VII, che si trova lungo il lato sud della stessa cappella.
Nel 1516 scolpì il monumento funebre dell'archivista reale John Young, del quale realizzò anche un busto. Gli si attribuiscono anche diversi medaglioni in bassorilievo e busti di personaggi importanti della corte inglese, come il medaglione del cancelliere Thomas Lovell, il busto di John Fischer duca di Rochester, e di Gilbert Talbot conte di Shrewsbury, oggi custodite nei principali musei inglesi e statunitensi.
Anche Enrico VIII commissionò il proprio monumento funebre al Torrigiano, che iniziò i lavori per quest'opera, ma non li completò mai. Durante i lavori andò a Firenze a cercare altri artisti che lo aiutassero, si rivolse anche a Benvenuto Cellini per convincerlo a seguirlo in Inghilterra, ma questi rifiutò, sia per i numerosi lavori che aveva da completare a Roma, sia perché non aveva molta simpatia per gli inglesi, disse che non aveva affatto voglia di vivere con “quei bruti degli inglesi”. Inoltre non aveva molto in simpatia il Torrigiano che si vantava ancora di aver sfregiato Michelangelo in gioventù: per i giovani fiorentini della generazione di Cellini dichiararsi allievi del grande scultore era quasi d'obbligo.
Negli archivi dell'abbazia di Westminster sono conservati i contratti originali con i quali gli vennero commissionate le opere più importanti. Venne chiamato “Peter Torrysany”. Furono pattuite 1500 sterline per il monumento funebre di Enrico VII, 1000 sterline per l'altare con baldacchino e 2000 sterline per la tomba mai compiuta di Enrico VIII.

### In Spagna
Nel 1521 si sposta in Spagna, prima a Granada, poi a Siviglia, dove scolpisce un busto dell'imperatrice Isabella di Portogallo e di Aragona, oggi perduto. Realizza diverse sculture per il monastero di San Gerolamo di Buonavista. Sono ben conservati al Museo di belle arti di Siviglia un San Girolamo penitente e una Madonna con Bambino, due opere che hanno lasciato una notevole influenza sulle successive tendenze artistiche degli scultori di Siviglia.
Nel 1522 viene imprigionato e processato dall'Inquisizione spagnola, i motivi non sono chiari. Secondo il Vasari sembrerebbe che fosse stato accusato di iconoclastia perché aveva infranto con il suo scalpello una statua della Madonna che lui stesso aveva scolpito per il Duca d'Arcos, che poi non lo aveva retribuito adeguatamente. Sulla data della sua morte non si hanno notizie certe, pare che si sia lasciato morire di fame in prigione nel 1522 perché colpito da grave depressione. Però esiste una sentenza del Tribunale di Firenze del 1528 che assegna alla vedova di Torrigiano la dote che ella aveva reclamato dichiarando che Pietro era morto tre mesi prima, per cui potrebbe anche essere morto nel 1528.

## Stile
Le opere di Torrigiano, soprattutto quelle realizzate in terracotta dipinta, rappresentano molto realisticamente i soggetti, in maniera molto vigorosa e viva, pur rivelando qualche nota di surreale e di fantastico, sono una sintesi della cultura del Rinascimento italiano e della cultura dei Tudor.